# Padmavathy Bandopadhyay
Padmavathy Bandopadhyay (Tirupathi, Andhra Pradesh, 4 de noviembre de 1944) es Mariscal de Aire de la Fuerza Aérea de la India, la primera mujer india en alcanzar este rango y segunda mujer de las fuerzas armadas de la India que ha sido ascendida a un «rango de tres estrellas». Tiene, entre otras, las siguientes condecoraciones: «Medalla Param Vishisht Seva»,(PVSM), «Ati Vishisht Seva Medal» (AVSM), «Vishisht Seva Medal» (VSM). 

## Primeros años
Bandopadhyay nació el 4 de noviembre de 1944 en Tirupathi, Andhra Pradesh. Su madre estaba postrada en cama con tuberculosis, y Padma terminó siendo su principal cuidadora a la edad de 4-5 años. Además, su vecino en el barrio del «Mercado de Gole» en Nueva Delhi era el Dr. S.I. Padmavati, profesor de medicina en el «Colegio Médico Lady Hardinge». Ella dijo que su experiencia con la enfermedad de su madre y la hospitalización en el Hospital Safdarjung y tener una doctora vecina con el mismo nombre que ella fueron las primeras motivaciones para convertirse en doctora.

## Educación
Estudió en el Delhi Tamil Education Association Senior Secondary Schools (DTEA) en la carrera de Humanidades. Después de graduarse de la escuela, hizo la difícil y poco común transición de la carrera de Humanidades a la de Ciencias en la Universidad de Delhi. Estudió pre-medicina en el Kirori Mal College y luego se unió al Armed Forces Medical College (India), Pune, en 1963.

## Carrera
Se incorporó a la  IAF en 1968. Se casó con S. N. Bandopadhyay, un compañero oficial de las fuerzas aéreas. Recibió la Medalla Vishisht Seva (VSM) por su conducta durante la Guerra indo-pakistaní de 1971. Sati Nath y Padma fueron la primera pareja de la IAF en recibir un premio del Presidente en el mismo desfile de investidura.
En su carrera ha sido la primera mujer en convertirse en miembro de la Aerospace Medical Society of India, la primera mujer india en realizar investigaciones científicas en el Polo Norte y la primera mujer oficial de las Fuerzas Armadas en completar el curso de la Escuela Superior del Personal del Servicio de Defensa en 1978. Fue directora general de Servicios Médicos (Aéreos) en el Cuartel General del Aire. En 2002, se convirtió en la primera mujer en ser ascendida a Vice Mariscal del Aire, rango de dos estrellas. Bandopadhyay es especialista en  medicina aeronáutica y miembro de la Academia de Ciencias de Nueva York.

## Premios y distinciones
- Medalla Vishist Seva, enero de 1973
- Premio Indira Priyadarshini
- Medalla Ati Vishist Seva, enero de 2002
- Medalla Param Vishist Seva, enero de 2006